# Den suveräne tjuven
Den suveräne tjuven (engelska: The Lone Wolf Spy Hunt) är en amerikansk äventyrsfilm från 1939 i regi av Peter Godfrey. I huvudrollerna ses Warren William och Ida Lupino.
Filmen är baserad på författaren Louis Joseph Vances böcker om privatdetektiven Lone Wolf. Warren William spelade huvudrollen i totalt nio Lone Wolf-filmer.

## Rollista i urval
- Warren William - Michael Lanyard, "Lone Wolf"
- Ida Lupino - Val Carson
- Rita Hayworth - Karen
- Virginia Weidler - Patricia
- Ralph Morgan - Spiro
- Tom Dugan - sergeant Devan
- Don Beddoe - kommissarie Thomas
- Leonard Carey - Jameson
- Ben Welden - Jenks
- Brandon Tynan - senator Carson
- Helen Lynd - Marie Templeton